# 루이지애나 주의회

루이지애나 주의회(Louisiana State Legislature, 프랑스어: Législature de l'État de Louisiane, 스페인어: Legislatura del Estado de Luisiana)는 미국 루이지애나주의 주 입법부이다. 이는 하원인 루이지애나주 하원(105명의 하원)과 상원인 루이지애나주 상원(39명)으로 구성된 양원제 기관이다. 각 의원은 대략 동일한 인구로 구성된 단일 의원 선거구에서 선출된다.
루이지애나주 의회는 배턴루지의 루이지애나주 의사당에서 회의를 개최한다. 2023년 3월, 공화당은 루이지애나 역사상 처음으로 루이지애나 주의회에서 절대 다수의석을 차지했다.

## 같이 보기
- 루이지애나주